# Funkcje liturgiczne
Liturgia – z gr. "leitourgia" oznacza służbę publiczną bądź czyn ludu. U chrześcijan, słowo liturgia utożsamiane jest z Mszą Świętą, Eucharystią, Ucztą, a także z określeniem całej wspólnoty, czy służby Bożej Kościoła. Podczas każdej Mszy Świętej zauważamy kapłana, jego asystę, uczestniczący lud. Każdy z nich podczas składania Najświętszej Ofiary pełni określoną funkcję, która jest zgodna z zaleceniami i przepisami liturgicznymi. Do tych funkcji zaliczamy m.in.: celebransa, diakona, akolitę, lektora, psałterzystę, ministrantów, komentatora czy organistę. Każdy z nich na swój sposób jest za coś odpowiedzialny, ma swoje nałożone funkcje, mianowicie:
- Celebrans – z łac. celebrans, tzn. odprawiający. Jest to funkcja przeznaczona wyłącznie dla tych, którzy po sześcioletniej i odpowiedniej formacji w Seminariach Duchownych i studiach teologicznych przyjmują święcenia kapłańskie. Jest to osoba, która przewodniczy podczas sprawowania Najświętszej Ofiary Chrystusa. Celebransem jest biskup, kapłan (prezbiter, którzy zastępują Chrystusa pełniąc Jego rolę).
- Diakon – z łac. diakonus - tzn. sługa, służący. Stopień diakona jest to ostatni stopień w formacji seminaryjnej i ostatni element przygotowawczy przed święceniami kapłańskimi. Poprzez święcenia diakonatu, taka osoba zostaje włączona w Misję Chrystusa. Diakon jest zwyczajnym szafarzem Komunii Świętej. Pomaga biskupowi bądź kapłanowi w odprawianiu Mszy Świętej.
- Akolita – jest to osoba ustanowiona do służby ołtarza i do pomocy kapłanowi i diakonowi. Do niego należy szczególnie przygotowanie ołtarza i świętych naczyń oraz udzielanie wiernym Eucharystii (Komunii Św.) w charakterze nadzwyczajnego szafarza.
- Lektor – osoba odpowiedzialna za czytanie Słowa Bożego w Kościele, poza Ewangelią. Może również wypowiadać intencje Modlitwy Powszechnej, a gdy nie ma psałterzysty wykonywać psalm responsoryjny. Lektor ma swoją funkcję podczas Mszy Św. i powinien ją wykonywać osobiście, chociażby byli obecni duchowni wyższych stopni.
- Psałterzysta – osoba ta odpowiedzialna jest za wykonywanie psalmów responsoryjnych między czytaniami a także wykonywanie aklamacji "Alleluja" przed Ewangelią. Taka osoba winna ukończyć kurs z emisji głosu.
- Ministrant - ministrantem nazywa się taką osobę, która służy do Mszy Świętej, dba o całkowity przebieg liturgii. Za przebieg całej liturgii odpowiedzialni są ministranci o różnych stopniach: choralista – daje znak dzwonkami, ministrant światła – nosi świece podczas Liturgii, ministrant krzyża – odpowiedzialny za krzyż podczas procesji, ministrant księgi – odpowiedzialny za przygotowanie Mszału czy innych ksiąg liturgicznych, ministrant ołtarza – przynosi i podaje dary ofiarne, ceremoniarz – najbardziej odpowiedzialna funkcja. Czuwa nad poprawnym przebiegiem całości ceremonii wykonywanych przez zespół i w razie potrzeby dyskretnie interweniuje przez odpowiednie uwagi lub gesty.
- Komentator liturgiczny – osoba, która przez krótkie objaśnienia ułatwia wiernym poprawne zrozumienie obrzędów. Ma na celu wprowadzić cały lud wierny w sens czytań liturgicznych.
- Organista – osoba odpowiedzialna za wykonywanie muzyki na organach.
- Kantor – osoba odpowiedzialna za prowadzenie ludu w śpiewie oraz doboru pieśni do liturgii.